# Orgue du palais de Chaillot
L’orgue du palais de Chaillot est l'ancien orgue du orgue du palais du Trocadéro. Il se trouve aujourd'hui à l'Auditorium Maurice-Ravel de Lyon.

## Histoire

### Installation au palais de Chaillot
À l'occasion de l'exposition universelle  organisée au Champ de Mars en 1937, l’« Exposition internationale des arts et techniques dans la vie moderne », le palais du Trocadéro est détruit et remplacé par une esplanade et un nouveau palais, le palais de Chaillot. La conception du nouvel ensemble est confiée à Louis-Hippolyte Boileau, Jacques Carlu et Léon Azéma (les frères Édouard et Jean Niermans édifiant l’intérieur de la salle de spectacle proprement dite). 
Marcel Dupré est chargé de superviser les travaux de dépose et de réinstallation de l’orgue Cavaillé-Coll. Une réflexion de fond est menée, sur la reconstruction de l’instrument, par cinq organistes parisiens (notamment Dupré et Charles Tournemire).
Un cahier des charges extrêmement méticuleux est établi, préconisant d’adapter l’orgue aux nouvelles exigences du répertoire :
électrification de l’instrument ;
construction d’une console mobile ;
extension des claviers à 61 notes (manuels) et 32 notes (pédalier) ;
transformation de l’orgue romantique de Cavaillé-Coll en orgue néo-classique, plus conforme au goût du jour. Les jeux de Cavaillé-Coll seront conservés au maximum, mais augmentés de mutations et de mixtures ;
conservation des sommiers originaux et ajout de sommiers annexes pour les aigus ajoutés, et notamment les octaves aiguës engendrées par les mixtures du Récit et du Positif (portés à 73 notes réelles). L’instrument conserve toutefois le caractère délibérément orchestral et concertant qui fait sa particularité ;
ajout d’un combinateur dernier cri ;
ajout d’une pédale de crescendo en sus des deux pédales d’expression existantes ;
la Montre de 32’ (Principal en métal), qui était muette (chanoines), sera rendue parlante ;
les pressions seront ramenées à une par plan sonore, soit 5 pressions différentes au total. 
Le marché est remporté par Victor Gonzalez et son fils Fernand.
Les travaux du bâtiment ayant pris du retard, l’exposition prend fin sans que l’orgue ait fini d'être installé. Le montage est achevé fin mars 1938, les dernières mises au point ont lieu au début de 1939. André Marchal est nommé titulaire et donne un premier récital le 10 mars. Norbert Dufourcq est nommé directeur artistique de l’orgue. Toutefois, la déclaration de guerre empêche l’instrument de prendre son envol. Il faut attendre le 9 février 1941 pour que Maurice Duruflé donne ce qui restera comme le véritable concert inaugural.

### Les grandes heures de l'orgue de Chaillot
Jusqu’en 1965, des centaines de récitals y seront organisés, ainsi que des cycles de conférences restés fameux sur l’orgue et son répertoire. Les plus grands organistes s’y succèdent, abordant un répertoire très vaste – on y joue aussi bien Cabanilles, Couperin ou Bach que Messiaen, Litaize ou Jehan Alain. En 1951, Jean Vilar est nommé directeur du Théâtre national populaire, sis au palais de Chaillot. La cohabitation se passe pour le mieux et, de 1958 à 1961, Vilar confie même à Dufourq l’organisation d’un « Concert spirituel de Chaillot », dans l’esprit du Concert spirituel des Tuileries. On y ressuscite notamment des grands motets versaillais.

### Déclin et transfert à Lyon
À partir de 1961, le théâtre prend une place croissante dans la vie de la salle, et la démission de Jean Vilar en 1962 ne fait qu’accentuer le processus. L’instrument entre dans une phase de déclin, victime à la fois de son image d’orgue « à tout faire » et de sa situation particulière d’orgue « laïc ». Le coup de grâce est porté en 1972 lorsque la compagnie du TNP part pour Villeurbanne. La salle abrite désormais le Théâtre national de Chaillot, et  Jack Lang, le nouveau directeur, en décide la reconstruction complète. À cette occasion, l’orgue est définitivement déposé.
Grâce à une mobilisation générale du monde de l’orgue, diverses solutions de réimplantation sont envisagées, notamment au palais des Congrès de la porte Maillot, à Paris.
C'est ainsi que l'orgue prend le chemin de l'Auditorium Maurice-Ravel de Lyon, où il est inauguré en 1977 par Pierre Cochereau et retrouve une troisième jeunesse.

## Grandes œuvres créées sur l'instrument
CM = création mondiale
CF = création française
PEP = première exécution publique
- Maurice Duruflé : Prélude et Fugue sur le nom d’Alain - CM 26 décembre 1942, par l'auteur
- Maurice Duruflé : Transcriptions pour orgue seul des chorals de Cantates BWV 22 et 147 de J. S. Bach - CM 26 décembre 1942, par l'auteur
- Maurice Duruflé : Requiem, version pour orgue, orchestre et chœur - PEP 28 décembre 1947 par Hélène Bouvier (mezzo-soprano), Charles Cambon (basse), Henriette Puig-Roget (orgue), la chorale Yvonne Gouverné et l'Orchestre Colonne dirigé par Paul Paray (une exécution radiodiffusée avait eu lieu salle Gaveau à Paris le 2 novembre précédent)
- Jean Langlais : Première Symphonie, pour orgue seul - CM 1941
- Olivier Messiaen : Les Corps glorieux – CM 15 avril 1945, par l'auteur
- Charles Tournemire : Petite Rhapsodie improvisée reconstituée par Duruflé - CM 22 janvier 1957, par Maurice Duruflé

## L'instrument
ORGUE CAVAILLÉ-COLL (1878) – GONZALEZ (1939)

### Caractéristiques
4 claviers manuels de 61 notes (Grand-Orgue, Positif expressif, Récit expressif, Solo) et pédalier de 32 notes

80 jeux sur 109 rangs 

Transmission électropneumatique

Pressions différenciées plan sonore par plan sonore, mais uniformisées au sein de chacun d’eux

Particularités : l’orgue est dépourvu de buffet. Les jeux non expressifs sont disposés en façade et forment un décor se déployant sur le vaste fond de scène de Chaillot. Cette disposition « horizontale » des tuyaux offre une projection sonore tout à fait différente de celle, plus verticale, des orgues d’église. Les boîtes expressives sont disposées au second plan, derrière un moucharabieh. Orgue mobile de 70 tonnes monté sur rail, pouvant ainsi s’avancer sur la scène.

### Accouplements et accessoires
--Section en cours d'aménagement--
- Tirasses :

GO, Pos., Réc., Solo 

Pos. 4, Solo 4

- Accouplements :

Pos./GO 4, Réc./GO 4, Solo/GO 4, Réc./Pos 4, Solo/Pos. 4, Solo/Réc. 4 

Pos./GO 8, Réc./GO 8, Solo/GO 8, Réc./Pos 8, Solo/Pos. 8, Solo/Réc. 8

Pos./GO 16, Réc./GO 16, Solo/GO 16, Réc./Pos 16, Solo/Pos. 16, Solo/Réc. 16  

- Appels :

GO 16, Pos. 16, Réc. 16, Solo 16 

GO 4, Pos. 4, Réc. 4, Solo 4 

- Annulateurs

32, 16, GO, Pos., Réc., Solo 

- Tremblant

Pos., Récit 

- Expression

Pos., Réc. 

### Composition
(G) : jeux ajoutés par Victor Gonzalez
| I. Grand-Orgue | II. Positif | III. Récit expressif | IV. Solo | Pédale |
| --- | --- | --- | --- | --- |
| Montre 16 Bourdon 16 Montre 8 Violoncelle 8 Flûte harmonique 8 Bourdon 8 Flûte 4 Prestant 4 Doublette 2 Nasard 2 2/3 (G) Tierce 1 3/5 (G) Dessus de Cornet V rangs Plein-jeu V rangs Bombarde 16 Trompette 8 Clairon 4 | Bourdon 16 Principal 8 Flûte à fuseau 8 (G) Salicional 8 Unda maris 8 Flûte octaviante 4 Prestant 4 (G) Quarte de nasard 2 Quinte 2 2/3 Tierce 1 3/5 (G) Plein-jeu VI rangs Basson 16 Trompette 8 Chalumeau 4 (G) Cromorne 8 | Quintaton 16 Flûte harmonique 8 Cor de nuit 8 Gambe 8 Voix céleste 8 Flûte octaviante 4 Viole de gambe 4 (G) Octavin 2 Nasard 2 2/3 (G) Tierce 1 3/5 (G) Piccolo 1 (G) Dessus de Cornet V rangs Plein-jeu V rangs (G) Cymbale III rangs (G) Bombarde 16 Trompette 8 Basson-Hautbois 8 Voix humaine 8 Clairon 4 | Bourdon 16 Flûte harmonique 8 Diapason 8 Violoncelle 8 Principal 4 Octavin 2 Plein-jeu V rangs (G) Tuba magna 16 Trompette 8 Clarinette 8 Clairon 4 | Montre (métal) 32 (G) Principal (bois) 32 Soubasse 16 Contrebasse 16 Violon-basse 16 Flûte 16 Violoncelle 8 Bourdon 8 Flûte 8 Octave 4 (G) Flûte 4 Mixture IV rangs (G) Contre-Bombarde 32 Bombarde 16 Basson 16 Basson 8 Trompette 8 Baryton 4 Clairon 4 |

## Discographie
- F. Schmitt : Psaume XLVII

Maurice Duruflé (orgue), Denise Duval (soprano), Chorale Élisabeth Brasseur, Orchestre de la Société des concerts du Conservatoire, dir. Georges Tzipine

Disque EMI, nov. 1952 CD 
- J. Jongen : Symphonie concertante op. 81 pour orgue et orchestre

Virgil Fox (orgue), Orchestre de l'Opéra de Paris, dir. Georges Prêtre
 
Disque EMI - Angel, 1959 CD
- Connaissez-vous l'orgue de Chaillot ?

J. S. Bach, A. de Cabezon, G. Frescobaldi, N. de Grigny, L. Marchand, F. Couperin, F. Mendelssohn, R. Schumann, F. Liszt, C. Franck, E. Gigout, C. Saint-Saëns

A. Marchal : Improvisation sur "Nous n'irons plus au bois"

André Marchal (orgue), commentaires de Norbert Dufourq

Disque Érato 1961-2

### Discographie
- Guide de la musique enregistrée sur le site France-Orgue